# Kaštel Kaštilac u Kaštel Gomilici
Kaštilac, Gomiliški Kaštilac, kaštel u Kaštel Gomilici, Grad Kaštela, zaštićeno kulturno dobro.

## Opis dobra
Kaštel Kaštilac osnovale su koludrice reda sv. Benedikta samostana sv. Arnira u Splitu. Godine 1545. sagradile su utvrdu kvadratnog tlocrta u moru na položaju Gomilica, južno od srednjovjekovnog sela Kozice u kojem su imale posjed. Sastojala se od obrambenog zida s kruništem i kule na sredini sjevernog zida, nad ulazom u utvrdu. Sredinom 18. st. obrambeni se zid polako razgrađuje, a nekadašnje prizemnice nadograđuju katove. Kaštilac ima povijesnu, arhitektonsku i ambijentalnu vrijednost te zaslužuje istaknuto mjesto u urbanističkoj slici Kaštela.

## Zaštita
Pod oznakom Z-3575 zaveden je kao nepokretno kulturno dobro - pojedinačno, pravna statusa zaštićena kulturnog dobra, klasificirano kao "vojne i obrambene građevine".